# Trash We'd Love Tour Final at Studio Coast
《2009.07.21 Trash We'd Love Tour Final at Studio Coast》(트래쉬 위드 러브 투어 파이널 앳 스튜디오 코스트)는 2009년 12월 23일에 발매된 더 하이에이터스의 라이브DVD이다. 일본 내 DVD번호는 FLBF-8103이며 한국에는 발매되지 않았다.

## 개요
더 하이에이터스의 첫 라이브 DVD이며 2009년 5월 27일에 발표한 앨범 『Trash We'd Love』에 이어 "Trash We'd Love Tour 2009"가 같은년도 6월 1일부터 7월 22일까지 열렸다.
본 DVD에서는 7월 21일의 신키바 STUDIO COAST 에서의 마지막 공연을 담고 있다. 보너스 트랙으로 첫 번째 EP 『Insomnia』에 수록된「Antibiotic」의 뮤직비디오도 같이 수록되어 있다. 더불어 이 DVD를 담당한 감독의 요청에 의해 22일 공연의 영상이 포함된 부분도 있다. 이 DVD 오프닝 곡으로 Joey Beltram의 「The Start It Up」를 이용했다.
2010년 1월 4일자 오리콘 차트에서 첫 등장만에 5위를 기록했다.

## 차트 집계 정보
- 주간 5위 (오리콘 / 2010년 1월 4일자)

## 수록곡
1. Ghost In The Rain
2. Lone Train Running
3. Centipede
4. Silver Birch
5. 堕天(타천, 타락한 하늘)
6. The Flare
7. Storm Racers
8. 紺碧の夜に(검푸른 빛깔의 밤에...)
9. ユニコーン
10. Twisted Maple Tree
11. Little Odyssey (앵콜 송)
12. The Flare (앵콜 송)

- 보너스 트랙

Antibiotic(뮤직 비디오)
작곡: 호소미 타케시 & masasucks (M-2, 10), 더 하이에이터스 (보너스 트랙), 호소미 타케시(그 외 전곡)
전체 작사: 호소미 타케시

## 구성원
- 호소미 타케시(細美武士) / 보컬・기타
- masasucks / 기타
- 우에노 코지(ウエノコウジ) / 베이스
- 카시쿠라 타카시(柏倉隆史) / 드럼
- 호리에 히로히사(堀江博久) / 키보드

## 같이 보기
- Trash We'd Love
- Insomnia